# GConf
GConf − system używany przez środowisko GNOME do przechowywania informacji o konfiguracji środowiska i apikacji.
Zmiany w konfiguracji są kontrolowane przez demona gconfd. Monitoruje on zmiany w bazie danych i przekazuje nowe wartości do aplikacji, które ich używają. Technika ta jest nazywana z angielskiego auto-apply w przeciwieństwie do explicit-apply, która wymaga akceptacji zmiany wartości przez użytkownika. Używany jest też termin instant-apply w przeciwieństwie do prostego apply.
Do przechowywania danych GConf używa drzewa katalogów i plików XML, których korzeniem jest ~/.gconf. GConf może też używać innych systemów przechowywania danych (baz danych), ale pliki XML są stosowane najczęściej.
Do ręcznej zmiany wartości służy program Gconf-editor, jednak zwykle nie jest on stosowany przez użytkowników. Sterowanie konfiguracją powinno być obsługiwane przez aplikacje, których dotyczy, ale w niektórych przypadkach nie jest, co niekiedy powoduje konieczność korzystania z tego programu.